# Mirkovszky Géza
Mirkovszky Géza (Jászfényszaru, 1855. július 25. – Budapest, 1899. november 14.) építész, festő, grafikus.

## Életútja
Tanulmányait a bécsi műegyetemen, valamint Th. E. Hansen építészeti iskolájában végezte. Iparművészeti tervezéssel foglalkozott Budapesten Thék Endre műhelyében, ahol enteriőrterveken dolgozott. Később Berlinben akvarellfestészetre adta magát, de végzett iparművészeti és könyvcímlap tervezést is. 
Miután hazatért, az 1890-es évek elején Debrecenben élt. A budapesti Baross Kávéház, a debreceni Aranybika Szálló és a debreceni felsőkereskedelmi iskolai dísztermének falképein dolgozott, melyeket magyaros stílusban készített el. Lotz Károly mellett is dolgozott. 
Két alternatív tervvel részt vett az 1896-os millenniumi ünnepségekhez tervezendő Történelmi Főcsoport pályázatán Gerster Kálmánnal közösen. (Az épületegyüttes végül Alpár Ignác tervei alapján épült fel, ez a mai Vajdahunyad vára).
Az angyalföldi őrültek házában hunyt el.

## Levelezése
- "Házasság, szerelem, művészet csak nagyon nehezen egyeztethetők össze". Mirkovszky Géza és Greguss Gizella levelezése; szerk., jegyz., bev. Szabó Anna Viola; Uránia Ismeretterjesztő Alapítvány, Budapest, 2023